# Tổng Thư ký Quốc vụ viện Trung Quốc
Tổng Thư ký Quốc vụ viện Trung Quốc tên gọi tắt Tổng Thư ký Quốc vụ viện là một trong những thành viên của Quốc vụ viện Cộng hòa Nhân dân Trung Hoa, là thành viên của Hội nghị Thường vụ Quốc vụ viện và Hội nghị toàn thể Quốc vụ viện.
Tổng Thư ký Quốc vụ viện dưới sự lãnh đạo của Thủ tướng Quốc vụ viện, phụ trách xử lý công tác hằng ngày của Quốc vụ viện. Quốc vụ viện xếp đặt một số Phó Tổng Thư ký, hỗ trợ công tác Tổng Thư ký. Tổng Thư ký Quốc vụ viện phụ trách lãnh đạo công tác của Văn phòng Quốc vụ viện.

## Danh sách Tổng Thư ký qua các thời kỳ
| Thứ tự nhiệm kỳ | Họ tên         | Ngày tháng năm nhậm chức | Ngày tháng năm rời cương vị công tác | Thủ tướng  | Ghi chú      |
| --------------- | -------------- | ------------------------ | ------------------------------------ | ---------- | ------------ |
| 1               | Lý Duy Hán     | 19 tháng 10 năm 1949     | 18 tháng 9 năm 1953                  | Chu Ân Lai | Bị miễn chức |
| 2               | Tập Trọng Huân | 18 tháng 9 năm 1953      | 28 tháng 9 năm 1954                  | Chu Ân Lai |              |

| Khóa (phân biệt) | Họ tên         | Ngày tháng năm nhậm chức | Ngày tháng năm rời cương vị công tác | Thủ tướng                    | Ghi chú |
| ---------------- | -------------- | ------------------------ | ------------------------------------ | ---------------------------- | --- |
| 1                | Tập Trọng Huân | 28 tháng 9 năm 1954      | 28 tháng 4 năm 1959                  | Chu Ân Lai                   | |
| 2                | Tập Trọng Huân | 28 tháng 4 năm 1954      | 4 tháng 1 năm 1965                   | Chu Ân Lai                   | kiêm nhiệm Phó Thủ tướng Quốc vụ viện, phụ trách công tác thường vụ Quốc vụ viện；Năm 1962, nguyên do Án phản đảng tiểu thuyết《Lưu Chí Đan》 bị thẩm tra、“Giám hộ”、công khai xử lý tội lỗi、buộc đi công tác tại cơ sở khó khăn，không thể thực hiện chức trách。 |
| 2                | Chu Vinh Hâm   | tháng 3 năm 1963         | 4 tháng 1 năm 1965                   | Chu Ân Lai                   | quyền |
| 3                | Chu Vinh Hâm   | 4 tháng 1 năm 1965       | 17 tháng 1 năm 1975                  | Chu Ân Lai                   | |
| 4                | ——             | 17 tháng 1 năm 1975      | 5 tháng 3 năm 1978                   | Chu Ân Lai và Hoa Quốc Phong | khuyết |
| 5                | ——             | 5 tháng 3 năm 1978       | 12 tháng 6 năm 1979                  | Hoa Quốc Phong               | khuyết |
| 5                | Kim Minh       | 12 tháng 6 năm 1979      | 12 tháng 2 năm 1980                  | Hoa Quốc Phong               | Bị miễn chức |
| 5                | Cơ Bằng Phi    | 12 tháng 2 năm 1980      | 6 tháng 3 năm 1981                   | Triệu Tử Dương               | Bị miễn chức |
| 5                | Đỗ Tinh Viên   | 6 tháng 3 năm 1981       | 20 tháng 6 năm 1983                  | Triệu Tử Dương               | |
| 6                | Điền Kỷ Vân    | 20 tháng 6 năm 1983      | 22 tháng 1 năm 1985                  | Triệu Tử Dương               | kiêm nhiệm Phó Thủ tướng Quốc vụ viện |
| 6                | Trần Tuấn Sinh | 22 tháng 11 năm 1985     | 12 tháng 4 năm 1988                  | Triệu Tử Dương               | |
| 7                | Trần Tuấn Sinh | 12 tháng 4 năm 1988      | 29 tháng 12 năm 1988                 | Lý Bằng                      | kiêm nhiệm Ủy viên Quốc vụ |
| 7                | La Cán         | 29 tháng 12 năm 1988     | 29 tháng 3 năm 1993                  | Lý Bằng                      | |
| 8                | La Cán         | 29 tháng 3 năm 1993      | 18 tháng 3 năm 1998                  | Lý Bằng                      | kiêm nhiệm Ủy viên Quốc vụ |
| 9                | Vương Trung Vũ | 18 tháng 3 năm 1998      | 17 tháng 3 năm 2003                  | Chu Dung Cơ                  | kiêm nhiệm Ủy viên Quốc vụ |
| 10               | Hoa Kiến Mẫn   | 17 tháng 3 năm 2003      | 17 tháng 3 năm 2008                  | Ôn Gia Bảo                   | kiêm nhiệm Ủy viên Quốc vụ |
| 11               | Mã Khải        | 17 tháng 3 năm 2008      | 16 tháng 3 năm 2013                  | Ôn Gia Bảo                   | kiêm nhiệm Ủy viên Quốc vụ |
| 12               | Dương Tinh     | 16 tháng 3 năm 2013      | 24 tháng 2 năm 2018                  | Lý Khắc Cường                | kiêm nhiệm Ủy viên Quốc vụ；đến ngày 24 tháng 2 năm 2018, do vi phạm kỷ luật nghiêm trọng bị cách chức |
| 13               | Tiêu Tiệp      | 19 tháng 3 năm 2018      | đương nhiệm                          | Lý Khắc Cường                | kiêm nhiệm Ủy viên Quốc vụ |